# كلود لورين
كلود لورين (بالفرنسية: Claude Lorrain)‏ إسمه عند الولادة كلود جيليه (بالفرنسية: Claude Gellée)‏ هو رسام ومعماري وناقش فرنسي من العصر باروكي، ولد عقد 1600 شاميان في دوقية لورين قضى معظم حياته في إيطاليا وإختص في رسم المناظر الطبيعي، توفي في نوفمبر 1682 في مدينة روما.

## لوحاته

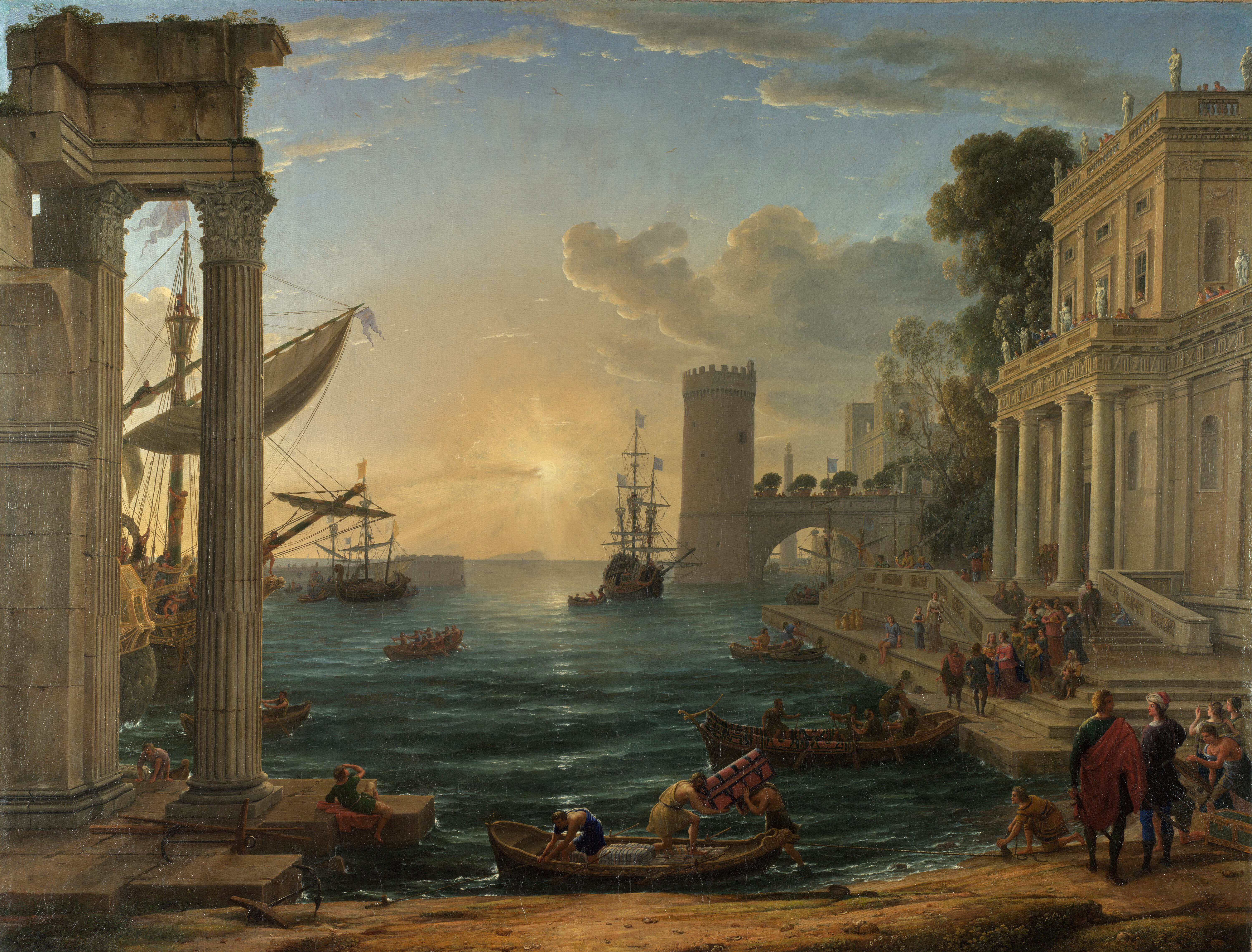
لوحة صعود ملكة سبأ (1648) لكلود لورين
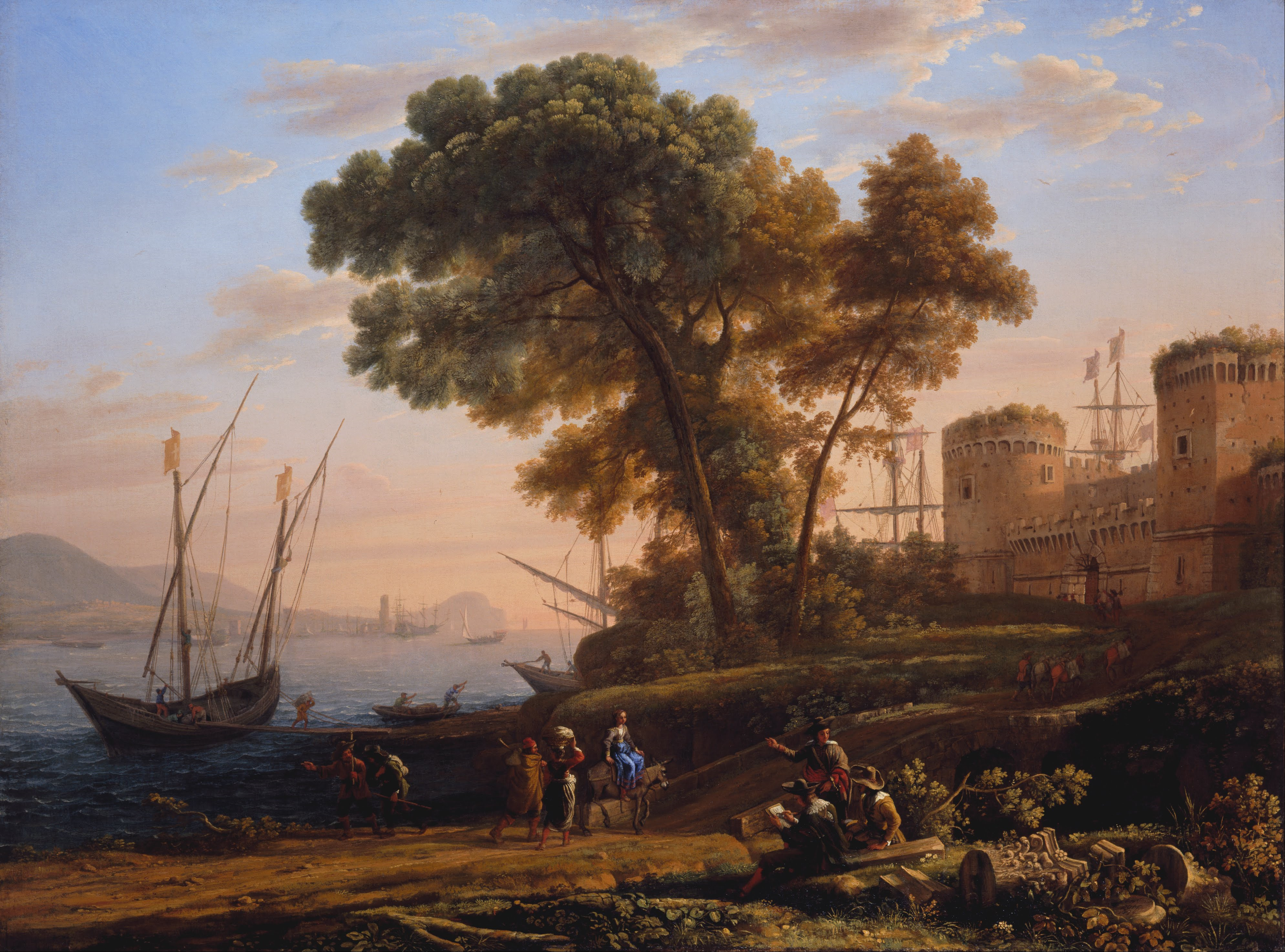
لوحة رسام يعلم طلابه الرسم لكلود لورين

## وصلات خارجية
- كلود لورين على موقع الموسوعة البريطانية (الإنجليزية)
- كلود لورين على موقع ميوزك برينز (الإنجليزية)

- كلود لورين حياته واعمالة الفنية (باللغة الإنجليزية)
- كلود لورين من موقع المعرض العالمي (باللغة الإنجليزية)
- كلود لورين من ويب غاليري (باللغة الإنجليزية)